# Gitara
Gitara je glazbalo sa žicama kod kojega se zvuk proizvodi okidanjem žica desnom rukom, dok se pritiskanjem žica uz vrat gitare lijevom rukom mijenja visina tona. Korijene vuče još od antike, a danas se rabi u gotovo svim glazbenim stilovima. Najčešće ima šest žica, ali postoje i modeli s četiri, sedam, osam, deset i dvanaest žica.
Gitara je prepoznata kao jedno od primarnih glazbala u bluesu, countryu, flamencu, rocku i mnogim oblicima pop glazbe. Također se često rabi i kao solističko glazbalo. Zvuk se na akustičnoj gitari dobiva vibracijom žice i moduliranjem od šupljine tijela ili pak pomoću pickupa i pojačala gdje se zvukom manipulira elektronički. Akustična se gitara nije previše mijenjala sve do 20. stoljeća kada se, najčešće u raznim plesnim prigodama, počinju upotrebljavati metalne žice po uzoru na bendžo. Početak je to sve značajnije uloge gitare u popularnoj glazbi, što pak s vremenom dovodi do izuma poluakustične gitare, kao i suvremenih električnih gitara. Kasnije u 20. stoljeću električne gitare gotovo sasvim prevladavaju u popularnoj glazbenoj kulturi.

## Povijest
Gitara kao glazbalo postoji još od starog vijeka, no prvi pravi pisani spomen o gitari potječe iz 14. stoljeća. U Europu su je donijeli Arapi za vrijeme njihovih osvajanja od 8. do 13. stoljeća, a u današnjem obliku vjerojatno je nastala u Španjolskoj gdje je od 16. stoljeća pandan među srednjom i nižom klasom aristokracije. Instrument u obliku broja 8 u Europi se prvi put pojavio u Španjolskoj.
Hrvatska riječ gitara, engleski oblik guitar, njemački Gitarre, francuski guitare kao i brojne druge europske izvedenice temelje se na španjolskoj riječi guitarra koja potječe od andaluzijskog arapskog pojma qitara (قيثارةر), dok podrijetlo te riječi mnogo dublje u stari vijek: latinski oblik cithara na kojoj se temelji arapska riječ proizišao je iz starogrčkog oblika kithara (κιθάρα), dok se ta riječ konačno temelji na perzijskoj riječi tar što znači „žica”.
Klasična gitara se najčešće povezuje sa Španjolskom pa se zbog toga i naziva španjolskom gitarom. U 17. stoljeću gitara se svirala diljem Europe, a današnje akustične i električne gitare proširile su se cijelim svijetom.

## Izrada
Gitare su se tradicionalno obično izrađivale od drveta i žicama od životinjskog crijeva, a u novije vrijeme od najlona ili čelika. Glazbala izrađuju i popravljaju luthieri (netko tko izrađuje ili popravlja glazbala sa žicama. Riječ 'luthier' dolazi od francuske riječi za lutnju, "luth").

### Tijelo gitare
Jedno je od najbitnijih dijelova gitare. Kod akustične gitare posebice je važna gornja ili prednja ploča koja se naziva "glasnjača". Napravljena je iz dva dijela od materijala poput smreke ili goleme tuje, koji se lijepe uzdužno po sredini te režu i oblikuju. Kako bi se relativno tanka glasnjača ojačala s unutarnje strane na nju lijepe se letvice u posebne položaje koji su vrlo bitni za zvuk gitare. Obod gitare radi se od drveta palisandrovine, mahagonija, javora, čempresa, trešnje, oraha ili platane, koji se reže na trake te se savijaju prema kalupu. Čitavom dužinom oboda iznutra s gornje i donje strane lijepe se drvene trokutaste letvice kako bi se što bolje povezala glasnjača i dno sa obodom. Dno tijela gitare izrađuje se najčešće od istog drveta kao i obod. Kvaliteta drveta ne mora biti ista kao i za glasnjaču. Na prednjoj strani glasnjače nalazi se okrugla rupa, te most sa konjićem i hvataljka za žice. Ukrasni detalji od drveta ili plastike koriste se kako bi se zaštitili zaobljeni rubovi tijela.

### Vrat
Vrat se najčešće izrađuje od mahagonija, cedrovine (Cedrela odorata) ili šećernog javora (Acer saccharum/Nigrum). Kako bi se pojačao, dužinom vrata umeće se traka od tvrdog drveta, profil od karbonskih vlakana ili metalna šipka. Na prednjoj strani nalazi se hvataljka od tvrdog drveta s pragovima i oznakama. Broj pragova varira pa klasične gitare u pravilu imaju 19 pragova dok električne najčešće 22 (neki modeli i do 24). Na kraju vrata nalazi se glava gitare i kobilica. Gitara se ugađa pomoću pužnih vijaka, pomoću kojih se mijenja napetost žica. Vrat se spaja s tijelom gitare na razne načine, lijepljenjem ili vijcima.

### Žice
U samome početku žice za gitaru tradicionalno su se izrađivale od životinjskog crijeva, a u novije vrijeme od najlona i čelika. Žice od najlona upotrebljavaju se u klasičnoj glazbi, dok se žice od čelika najčešće koriste u popularnoj glazbi. Kako bi svirali, glazbenici se služe prstima ili noktima za trzanje žica, dok neki također koriste i trzalicu (uglavnom u popularnoj glazbi).

## Vrste gitara
- Klasična gitara (6 žica) - poznata i kao španjolska gitara. Prve su tri žice od najlona, dok su tri zadnje od najlona omotanog tankom metalnom žicom (bronca, srebro). Vibriranje žica se pojačava u rezonantnom šupljem tijelu gitare. Popularna za klasičnu, narodnu i flamenco glazbu.
- Akustična gitara (6 ili 12 žica) - slična klasičnoj, ali s čeličnim žicama. Popularna za blues, narodnu i rock glazbu.
- Elektroakustična gitara - akustična gitare sa šupljim tijelom i pridodanim piezoelektričnim elementom (češće) ili mikrofonom (rjeđe) koji služi za stvaranje elekričnog signala.
- Poluakustična gitara (obično 6 žica) - hibrid akustične i električne gitare. Tijelo je šuplje s ugrađenim elektromagnetima. Proizvodi karakterističan topli, meki zvuk. Popularna za jazz i rock glazbu.
- Električna gitara (6, 7, 8 ili 12 žica) - zvuk se pojačava električnim putem pomoću elektromagneta (pickupa), tako da električna gitara za razliku od akustične ima tijelo načinjeno od punog drva. Razvila se u 20. stoljeću i popularizirala kroz blues, rock i heavy metal glazbu.
- Električna bas-gitara (4, 5, 6, 8 ili više žica) - niži raspon frekvencija od električne gitare, u bendu uz bubnjeve stvara ritamsku strukturu glazbe, iako se ponekad koristi kao i solističko glazbalo.

## Vanjske poveznice
- Povijest gitare i sve ostale informacije o gitarama
- Glazbena teorija, akordi, vježbe i lekcije za gitaru  Arhivirana inačica izvorne stranice od 29. listopada 2020. (Wayback Machine)